# ミーク
ミーク（MeeK、1971年2月16日、モンモランシー - フランス）は、仏英シンガーソングライター。誕生名はスティーブン・フランク・パスカル。ギター、ピアノ、ドラム、ベース、シンセサイザーを演奏し、ヨーロッパの何人かの批評家は新しいポールマッカートニーだと評している。

## 来歴・人物
マーケティングのデバイスとしてインターネットを利用しているヨーロッパで最初のミュージシャンの一人である。
2002年にファーストアルバム「Psychotique」がリリースされ、これはインターネット上で絶賛されている。ファーストアルバム「Psychotique」CDが発行され、日本のポップグループのリーダー/歌手の紹介とプレゼンテーションで、同社「Minf Records」で日本に分布するピチカートファイヴ。ビートルズに影響を受けたに違いない甘くメロディアスな音色と、多重録音の凝ったアレンジの施されたポップなサウンド　－　小西康陽。フランスから現れたビートルズ大好き少年、ミークのデビューアルバム。
全ての楽器演奏とボーカル、コーラスを務めた。
2004年にはセカンドアルバム「Margaret et ses bijoux」がリリースされ、これもまた暖かく受け入れられた。これはコンセプトアルバムである。
同年、日本のレコード会社「Minf Records」からアルバム「Sleeping With Big Ben」を、日本限定でリリース。これは自身のアコースティックアレンジを施したビートルズのカバーが12曲収録されたものである。
サードアルバム「Sortie de secours」は、人気の高いSix Feet Underが収録されており、そのプロモーションビデオも収録されている。またこのビデオはYouTube上で熱狂的な人気を誇っている。

## MV
- Six Feet Under (映画監督 : Emmanuel Bajolle)
- Le Gange Illuminé (映画監督 : Arthur Shelton)
- Elle Est Tellement Vieille Que Tous Ses Amis Sont Morts (映画監督 : SFMP)
- Evaporée Charlotte Morphinique (映画監督 : Saïd Boukrouna)
- Le Papillon Junkie (映画監督 : SFMP)
- Psychotique (映画監督 : SFMP)
- Big Fish (Big Boat) (映画監督 : Anthony Pascal)